# اوزرو (شهرستان دووانسکی، باشقیرستان)
اوزرو (انگلیسی: Ozero, Duvansky District, Republic of Bashkortostan) یک شهرک در شهرستان دووانسکی در استان باشقیرستان کشور روسیه است.